# Esparza (tổng)
Esparza là một tổng trong tỉnh Puntarenas, Costa Rica. Tổng này có diện tích 216,8 km², dân số năm 2008 là 27199 người..